# 1896 год в спорте
Список 1896 год в спорте перечисляет спортивные события, произошедшие в 1896 году.

## Российская империя
- Чемпионат России по конькобежному спорту 1896;

## Международные события

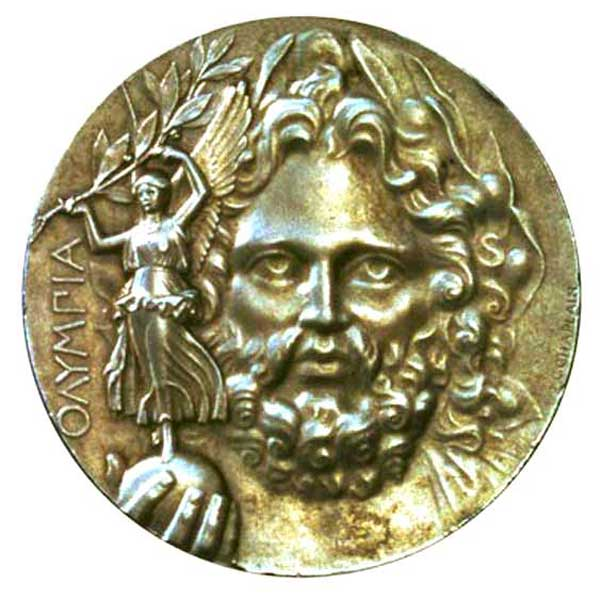
Золотая медаль Олимпиады 1896 год

### Летние Олимпийские игры 1896
- Борьба;
- Велоспорт;
  - 10 километров;
  - 100 километров;
  - 12-часовая гонка;
  - Гит на 333,3 м;
  - Групповая шоссейная гонка;
  - спринт;
- Лёгкая атлетика;
  - Бег на 100 метров;
  - Бег на 110 метров с барьерами;
  - Бег на 1500 метров;
  - Бег на 400 метров;
  - Бег на 800 метров;
  - Марафон;
  - Метание диска;
  - Прыжки в высоту;
  - Прыжки в длину;
  - Прыжки с шестом;
  - Толкание ядра;
  - Тройной прыжок;
- Плавание;
  - 100 метров вольным стилем;
  - 100 метров вольным стилем среди моряков;
  - 1200 метров вольным стилем;
  - 500 метров вольным стилем;
- Спортивная гимнастика;
  - Кольца;
  - Командная перекладина;
  - Командные брусья;
  - Конь;
  - Лазание по канату;
  - Опорный прыжок;
  - Параллельные брусья;
  - Перекладина;
- Стрельба;
  - Армейская винтовка, 200 метров;
  - Армейская винтовка, 300 метров;
  - Армейский пистолет, 25 метров;
  - Пистолет, 50 метров;
  - Скоростной пистолет, 25 метров;
- Теннис;
  - Одиночный турнир;
  - Парный турнир;
- Тяжёлая атлетика;
  - Толчок двумя руками;
  - Толчок одной рукой;
- Фехтование;
  - Рапира;
  - Рапира среди маэстро;
  - Сабля;
- Итоги летних Олимпийских игр 1896 года;

### Чемпионаты Европы
- Чемпионат Европы по конькобежному спорту 1896;

### Чемпионаты мира
- Чемпионат мира по фигурному катанию 1896;

### Регби
- Кубок домашних наций 1896;
- Созданы клубы:
  - «Бельграно»;
  - «Лион»;

### Футбол
- Чемпионат Нидерландов по футболу 1895/1896;
- Созданы клубы:
  - «Банфилд»;
  - «Биль-Бьенн»;
  - «Бейзингсток Таун»;
  - «Виборг»;
  - «Виллем II»;
  - «Винтертур»;
  - КФС;
  - «Ли Дженисис»;
  - «Лланелли»;
  - «Лозанна»;
  - «Люн»;
  - «Мангейм»;
  - «Маргейт»;
  - «Стэмфорд»;
  - «Удинезе»;
  - «Цюрих»;
  - «Шарантон»;
  - «Шаффхаузен»;
- Расформирован клуб «Аккрингтон»;

#### Англия
- Футбольная лига Англии 1895/1896;
- Футбольная лига Англии 1896/1897;

### Шахматы
- Матч за звание чемпиона мира по шахматам 1896/1897;
- Нюрнберг 1896;